# Angellore
 (décembre 2021).
Angellore est un groupe de metal gothique français. Le nom du groupe vient de la chanson éponyme de l'album Widow's Weeds du groupe Tristania.

## Biographie
Rosarius et Walran se rencontrent en mars 2007 sur Internet, lorsque Walran décide de contacter Rosarius après avoir lu sa critique très élogieuse de l'album "Veronika Decides To Die" de Saturnus. En juillet 2007, ils se rencontrent pour la première fois pendant le festival d'Avignon et décident de concrétiser une idée qu'ils ont déjà évoqué lors de conversations téléphoniques : former un groupe de doom metal gothique.
La démo Ambrosia est écrite et enregistrée en août 2007. Rosarius contribue aux guitares, tandis que Walran fait office de producteur. Les deux musiciens assurent tous les deux les claviers et le chant. Malgré sa production médiocre, la démo est mise en ligne sur MySpace et attire l'attention du projet portugais Merankorii, qui propose au duo de collaborer à un split avec lui, qui verra finalement le jour en 2009.
Entre-temps, le groupe enregistre deux autres EP, Les Promesses de l'aube et Élégies aux âmes perdues. Les critiques positives reçues incitent Walran et Rosarius à passer à l'étape suivante. En juin 2009, ils accueillent dans le groupe le batteur Ronnie, un ami de lycée de Walran, et, avec la musicienne de session Catherine Arquez, ils commencent à enregistrer leur premier album, Errances, fin 2009. Il sort en 2012 en version numérique et en 2013 en CD sur le label italien DreamCell11 et reçoit de critiques très élogieuses ,, d'autres bonnes,, et quelques-unes mitigées. En août 2015, l'album La Litanie des cendres suit sur Shunu Records et reçoit des critiques nettement supérieures à celles de son prédécesseur,,,. Le 14 février 2020, Rien ne devait mourir, le troisième album studio du groupe, sort via The Vinyl Division et Finisterian Dead End, et deux vidéos officielles sont publiées sur YouTube, d'abord pour la chanson Dreams (Along the Trail) puis pour Blood For Lavinia, illustrée par un clip vidéo en noir et blanc, dans un style expressionniste allemand.

## Style et appréciation
Le groupe qualifie lui-même sa musique et son style de « doom metal atmosphérique » et pratique un metal lent et mélodique. L'instrumentation comprend, en plus de la guitare électrique, de la basse électrique, de la batterie et du clavier, une guitare acoustique et un violon ; de plus, le groupe combine un chant clair aigu, un chant de baryton et des deathgrunts, ces derniers « ne sont pas trop bruts, parfois ils semblent même un peu soufflés ». 
Les textes abordent des thèmes tels que la souffrance, les histoires fantastiques, la mort, l'amour et la beauté de la nature.
Angellore cite les représentants du doom metal romantique et du metal gothiques, comme les premiers Tristania et My Dying Bride, ainsi que les représentants du funeral doom, comme Shape of Despair, et de l'epic doom, comme While Heaven Wept, comme ses principales influences stylistiques et explique que le concept musical en particulier est dû à Tristania. Dans les critiques correspondantes, des comparaisons sont faites avec My Dying Bride et Moonspell pour catégoriser le style,.
Sur Musikreviews.de, on reconnaît au groupe, en référence aux représentants du metal gothique, une bonne approche, qui est cependant vécue comme encore « trop timide » sur le premier album : 
« Avec Errance, Angellore réussit une belle entrée en matière qui devrait plaire à tout amateur de ce genre de jeu un peu passé de mode ».

## Discographie
- 2007 : Ambrosia (démo)
- 2008 : Les Promesses de l’aube (EP)
- 2009 : Merankorii / Angellore (split)
- 2009 : Élégies aux âmes perdues (EP)
- 2011 : Premières liturgies - soupirs d'aurore (compilation)
- 2012 : Errances (album)
- 2015 : La Litanie des cendres (album)
- 2020 : Rien ne devait mourir (album)